# Shunhualu
Shunhualu (kinesiska: 舜华路街道, 舜华路) är en socken i Kina. Den ligger i provinsen Shandong, i den östra delen av landet, omkring 11 kilometer öster om provinshuvudstaden Jinan. Antalet invånare är 43 717. Befolkningen består av 20 991 kvinnor och 22 726 män. Barn under 15 år utgör 12,0 %, vuxna 15-64 år 83 %, och äldre över 65 år 3,0 %.
Genomsnittlig årsnederbörd är 841 millimeter. Den regnigaste månaden är juli, med i genomsnitt 315 mm nederbörd, och den torraste är januari, med 6 mm nederbörd.